# Jerzy Bajan

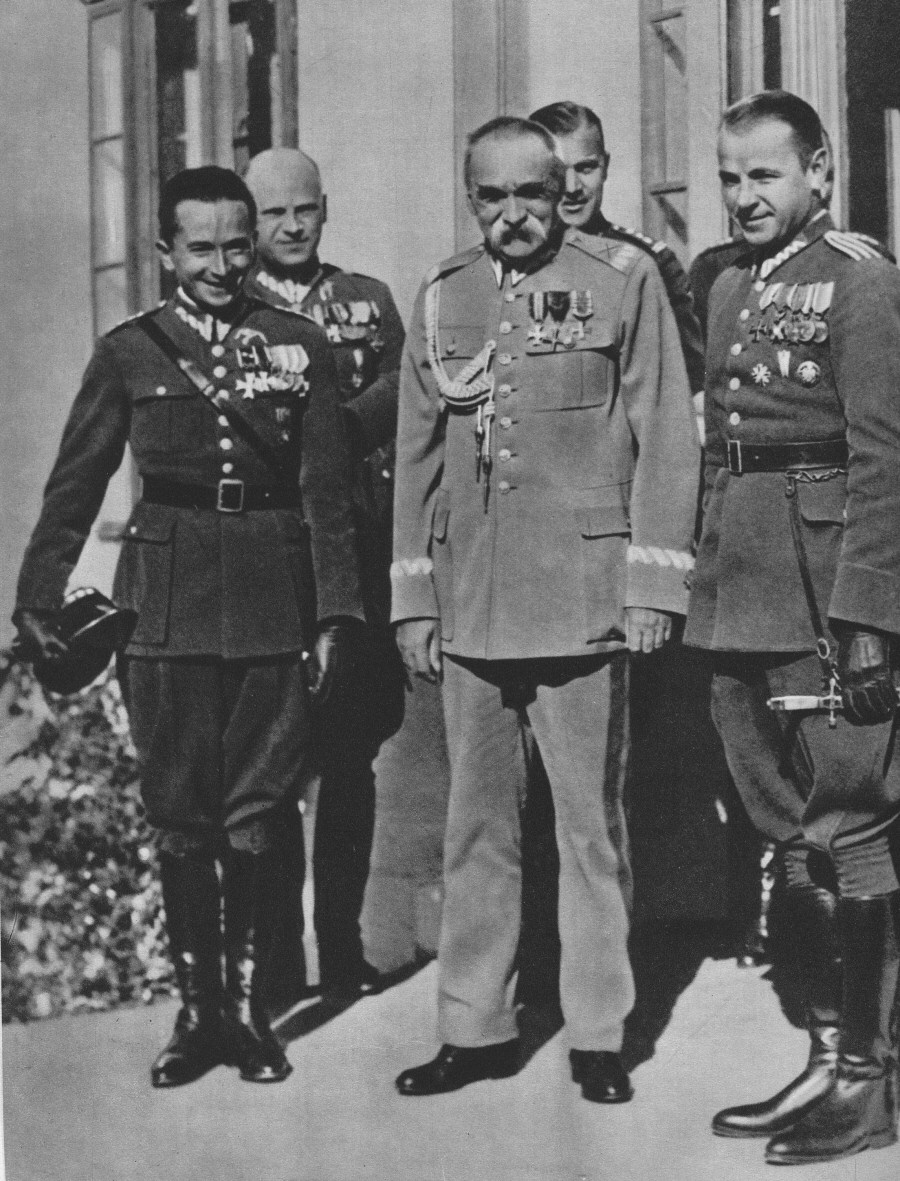
Jerzy Bajan (po lewej) wraz z marszałkiem Józefem Piłsudskim (w środku) i Gustawem Pokrzywką (po prawej) po zwycięstwie w Challenge 1934

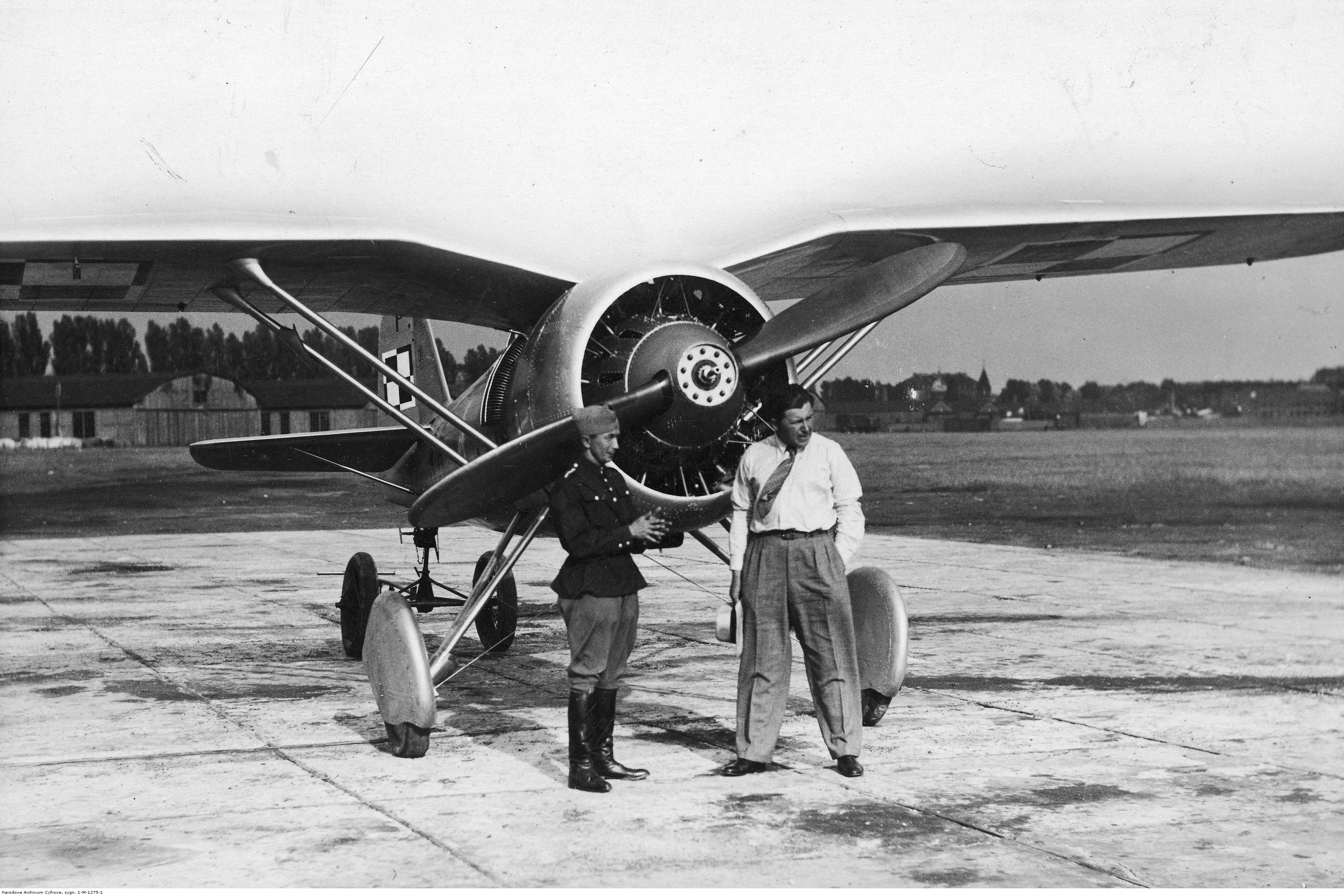
Jerzy Bajan (z lewej) i Bolesław Orliński przy prototypie samolotu PZL P.11

Jerzy Bajan (ur. 4 czerwca 1901 we Lwowie, zm. 27 czerwca 1967 w Londynie) – pułkownik pilot Wojska Polskiego.

## Życiorys

### Początek kariery wojskowej
Urodził się 4 czerwca 1901 we Lwowie. Był synem architekta, krewnym Zdzisława Peszkowskiego.
Kształcił się w Stanisławowie. Po odzyskaniu przez Polskę niepodległości, w wieku 17 lat w 1918 wstąpił do nowo organizowanego Wojska Polskiego. Podczas wojny polsko-ukraińskiej uczestniczył w obronie Lwowa jako jeden z „Orląt Lwowskich”. Służąc w kawalerii, następnie w piechocie, walczył w 1920 w wojnie polsko-bolszewickiej w kampanii kijowskiej jako żołnierz piechoty.
Od 16 stycznia do 20 czerwca 1921 roku był uczniem 37. klasy Szkoły Podchorążych Piechoty. 20 lipca 1922 został mianowany z dniem 1 maja 1922 podporucznikiem w korpusie oficerów aeronautycznych i wcielony do 3 pułku lotniczego w Poznaniu. Pomimo początkowych problemów zdrowotnych, ukończył Oficerską Szkołę Lotniczą w Grudziądzu oraz kurs wyższego pilotażu w Szkole Pilotów w Bydgoszczy jako pilot myśliwski. Został awansowany do stopnia porucznika ze starszeństwem z dniem 1 czerwca 1920. W 1928 był zweryfikowany w korpusie oficerów lotnictwa z lokatą 8. W 1927 służył w 114 eskadrze myśliwskiej 11 pułku myśliwskiego w Lidzie, od 1928 przeniesionej w skład 2 pułku lotniczego w Krakowie jako 122 eskadra myśliwska. Z dniem 1 stycznia 1931 awansował na kapitana w korpusie oficerów zawodowych aeronautyki.

### Dokonania sportowe
Podczas służby w eskadrze myśliwskiej, jego pasją, którą doskonalił, stała się akrobacja lotnicza. Bajan stał się twórcą akrobacji zespołowej w Polsce – z Karolem Pniakiem i kpr. Stanisławem Mackiem sformował zespół nazywany „trójką krakowską” lub „trójką Bajana”, prezentujący figury akrobacji na trzech samolotach myśliwskich PWS-A, których skrzydła były połączone ze sobą sznurami podczas lotu.
Oprócz pokazów, zaczął również uczestniczyć w zawodach lotniczych. W 1929 wziął udział w III Locie Małej Ententy i Polski, zdobywając nagrodę za najlepsze przygotowanie wojskowe. W lipcu i sierpniu 1930 roku wziął udział na samolocie RWD-4 w międzynarodowych zawodach samolotów turystycznych Challenge 1930, dobierając jako członka załogi szefa mechaników eskadry Gustawa Pokrzywkę, z którym następnie kilka razy latał w załodze. Zajął w nich dopiero 32. miejsce, lecz osiągnięciem było samo ukończenie trudnych zawodów (wśród 35 sklasyfikowanych załóg, na 60 startujących).

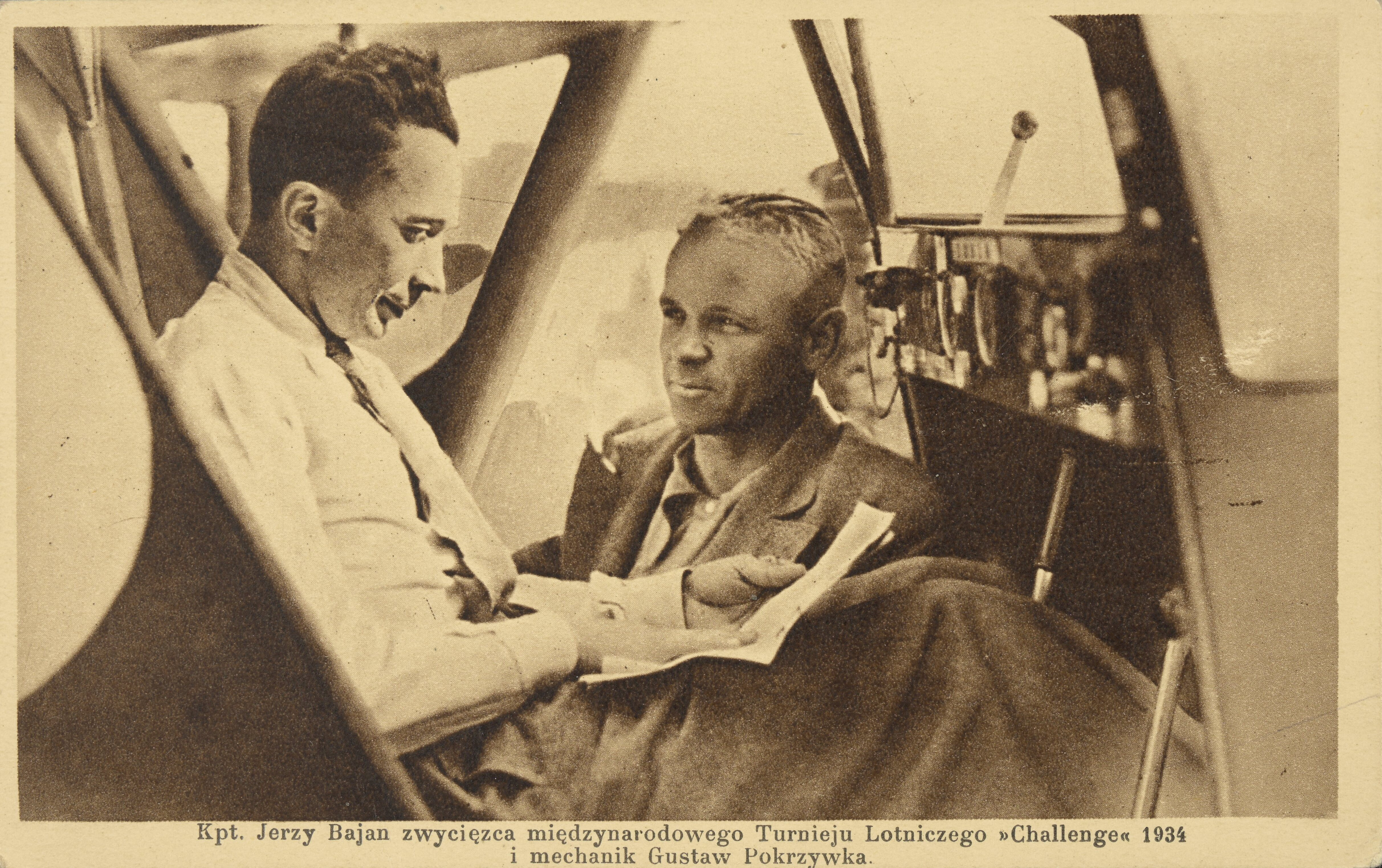
Jerzy Bajan, 1934–1936 r.

W 1931 roku na mityngu lotniczym w Zagrzebiu zwyciężył w konkursie akrobacji. W dniach 22–31 lipca 1932 wziął udział na prototypie PZL P.11 w III Międzynarodowym Mityngu Lotniczym w Zurychu (wyścigu alpejskim), zdobywając drugie miejsce i pokonując myśliwce z kilku krajów (zajęcie pierwszego miejsca przez pilota jugosłowiańskiego oprotestowano, z powodu używania przez niego dodatków do paliwa). W dniach od 12 do 28 sierpnia 1932 Jerzy Bajan wziął udział ponownie w zawodach Challenge 1932, na samolocie PZL.19, które ukończył na 11. miejscu (na 43 załogi). W maju 1933 wziął udział z P. Dudzińskim na dwóch PZL.19 w zlocie gwiaździstym na I Międzynarodowy Lot Alpejski do Wiednia, pokonując w dwóch etapach rekordową trasę Warszawa-Charków-Leningrad-Lwów-Wiedeń i zdobywając I miejsce w zlocie. Podczas samego Lotu Alpejskiego, na skutek podmuchu wiatru po starcie koło Treibach, samolot Bajana i Pokrzywki spadł na drzewo i spłonął, obaj lotnicy zdołali wyskoczyć.
W ostatnich międzynarodowych zawodach Challenge 1934, organizowanych w dniach 28 sierpnia – 19 września 1934 w Warszawie, Bajan wraz z mechanikiem Gustawem Pokrzywką zajął pierwsze miejsce na samolocie RWD-9. Zwycięstwo to uczyniło go jednym z najpopularniejszych lotników w Polsce, został za nie odznaczony Krzyżem Oficerskim Orderu Odrodzenia Polski. Silnik „G. R. Skoda” na potrzeby maszyn zarówno Bajana, jak i drugiego w klasyfikacji Stanisława Płonczyńskiego skonstruował inż. Stanisław Nowkuński.

### Lata międzywojenne i II wojna światowa
W drugiej połowie lat 30. Bajan awansował do stopnia majora. Po odbyciu stażu w Wielkiej Brytanii, został szefem wyszkolenia w Wyższej Szkole Pilotażu w Grudziądzu. W latach 1936–1937 był słuchaczem rocznego kursu w Wyższej Szkole Lotniczej przy Wyższej Szkole Wojennej w Warszawie. Na stopień podpułkownika został mianowany ze starszeństwem z 19 marca 1939 i 22. lokatą w korpusie oficerów lotnictwa, grupa liniowa. W tym czasie pełnił służbę w Komendzie Grupy Szkół Lotniczych w Warszawie na stanowisku oficera do spraw wyszkolenia ogólno-lotniczego. 15 czerwca 1939, w stopniu podpułkownika, objął stanowisko komendanta Szkoły Podchorążych Lotnictwa – Grupa Taktyczna w Centrum Wyszkolenia Oficerów Lotnictwa w Dęblinie.
Po wybuchu II wojny światowej, 2 września, podczas niemieckiego nalotu bombowego na Dęblin, został ciężko raniony odłamkiem bomby w lewą rękę, po czym utracił do końca życia władzę w dłoni. Wraz z innymi polskimi pilotami, przedostał się w 1940 do Francji, następnie do Wielkiej Brytanii. W RAF otrzymał numer służbowy P-1499. Z uwagi na niepełnosprawność, pełnił tam funkcje sztabowe, jednakże okazjonalnie w dalszym ciągu latał, sporządziwszy sobie hak mocowany do lewej dłoni, którym mógł częściowo obsługiwać przyrządy sterownicze samolotu. Początkowo służył w Inspektoracie Polskich Sił Powietrznych. Od 7 kwietnia do 17 października 1941 był pierwszym polskim oficerem łącznikowym w sztabie dowództwa szkolenia lotniczego RAF (dowódcą polskiego lotnictwa szkolnego). W 1942 brał udział w lotach bojowych w 316 dywizjonie myśliwskim. Od 1 czerwca 1943, po śmierci Stefana Pawlikowskiego, został polskim oficerem łącznikowym w sztabie dowództwa lotnictwa myśliwskiego (RAF Fighter Command). Stanowisko to – faktycznie dowódcy polskiego lotnictwa myśliwskiego, pełnił do końca istnienia tej funkcji. Uzyskał w tym czasie awans do stopnia pułkownika.
W czasie II wojny światowej wykonał łącznie 28 lotów bojowych i 4 operacyjne, za co odznaczony został dwukrotnie Krzyżem Walecznych.

### Okres powojenny
Po wojnie, pozostał na emigracji w Londynie, utrzymując się z renty. Działał w Stowarzyszeniu Lotników Polskich w Wielkiej Brytanii, będąc przez pewien okres jego prezesem, następnie przewodniczącym Komitetu Wykonawczego Stowarzyszenia. Komisja pod jego kierownictwem opracowała listę zestrzeleń polskich lotników podczas II wojny światowej, znaną następnie jako „lista Bajana”. Został powołany do składu emigracyjnej Kapituły Orderu Odrodzenia Polski, 10 kwietnia 1961 wybrany Skarbnikiem tego gremium. Był też współorganizatorem Polskiego Klubu Szybowcowego w Lasham. 21 grudnia 1953 został powołany przez Prezydenta RP na uchodźstwie do składu Głównej Komisji Rozjemczej.
Pod koniec życia cierpiał na chorobę Parkinsona, która uniemożliwiała mu poruszanie i porozumiewanie się. Zmarł 27 czerwca 1967 w Londynie. Został pochowany na cmentarzu w Northwood, w Londynie. W tym miejscu spoczęła jego żona Maria, zmarła 27 grudnia 1967.

## Ordery i odznaczenia
- Krzyż Komandorski Orderu Odrodzenia Polski (pośmiertnie, 1968, nadany przez władze RP na uchodźstwie)[16]
- Krzyż Oficerski Orderu Odrodzenia Polski (16 września 1934)[17][18][19]
- Krzyż Kawalerski Orderu Odrodzenia Polski (9 listopada 1932)[20]
- Krzyż Walecznych (dwukrotnie)
- Medal Lotniczy (czterokrotnie)[21]
- Złoty Krzyż Zasługi[22]
- Medal Niepodległości (22 kwietnia 1938)[23]
- Srebrny Krzyż Zasługi (10 listopada 1928)[24]
- Medal Pamiątkowy za Wojnę 1918–1921 (1928)[22]
- Medal Dziesięciolecia Odzyskanej Niepodległości (1928)[22]
- Złota Odznaka Honorowa Ligi Obrony Powietrznej i Przeciwgazowej I stopnia (17 września 1934)[6][25][26]
- Odznaka Pilota
- Odznaka za Rany i Kontuzje[21]
- Order Świętego Aleksandra (Bułgaria, 1938)[27]
- Kawaler I Klasy Orderu Miecza (Szwecja, 1936[28][29]
- Kawaler Orderu Korony Rumunii (Rumunia)[22][30]
- Medal pamiątkowy przyznany przez miasto Lwów za zwycięstwo w Challenge 1934 (1936)[31]
- rumuńska Odznaka Pilota (1929)[32]

## Upamiętnienie
W 1934 został wybity medal upamiętniający zwycięstwo Jerzego Bajana w zawodach z 1934, zaprojektowany przez Rudolfa Mękickiego.
Ulice noszące jego nazwisko znajdują się w Białej Podlaskiej (osiedle Za Torami), w Poznaniu (osiedle Lotników Wielkopolskich), w Warszawie (osiedle Chomiczówka, obecnie Bielany), w Krakowie (w Rakowicach - w pobliżu dawnego lotniska - obecnie część Dzielnicy III Prądnik Czerwony), w Łodzi (Polesie), we Wrocławiu (osiedle Gądów Mały), w Szczecinie (dzielnica Pogodno), w Mielcu (osiedle Lotników) oraz w Gdańsku (osiedle Zaspa), Gliwicach, Starachowicach, Sosnowcu (dzielnica Zagórze), Gorzowie Wielkopolskim, Starogardzie Gdańskim i Łowiczu.